# 圣母湾

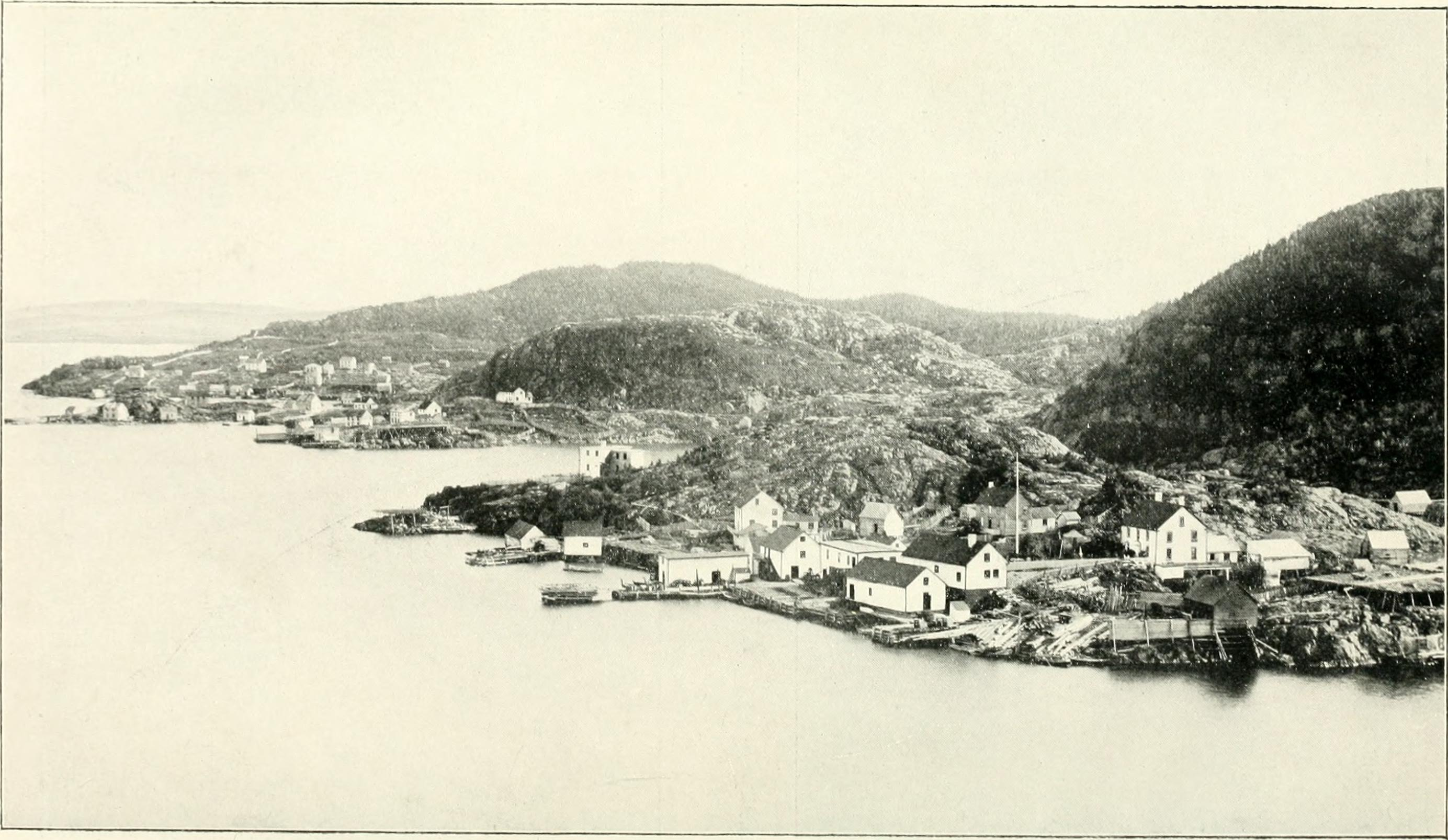
1911年的诺特丹湾

圣母湾（英語：Notre Dame Bay）位于加拿大纽芬兰岛北部，宽约90公里，深入纽芬兰岛北部海岸约80公里。海岸线曲折，沿岸分布着众多岛屿和渔村。沿岸主要城镇有斯普林代尔、刘易斯波特、特威林盖特等。